# Boscs suculents de Madagascar
Els boscos suculents de Madagascar són una ecoregió semiàrida que ocupa la part central i occidental del sud-oest de Madagascar. El codi definit per la WWF per l'ecoregió és AT1312.

## Territori
Els boscos suculents es troben al sud-oest i centre-oest de Madagascar, a la regió d'ombra de pluja que rep menys humitat que a l'est i a les terres altes centrals.
Aquesta ecoregió representa una zona de transició entre el bosc sec de fulla caduca de l’oest de Madagascar, amb el qual limita al nord, i el bosc espinós, en el qual continua cap al sud. A la seva part oriental és contigua a la regió forestal subhumida de Madagascar. L'ecoregió té un clima tropical sec, amb una temporada de pluges que va des de novembre a abril, durant la qual hi ha precipitacions entre 575 mm i 1.330 mm. La temperatura mitjana és de 25-30 ° C. Existeix una marcada estació seca de maig a octubre.

## Flora
La vegetació de la regió té característiques en comú amb la contigua ecoregió del bosc de fulla caduca seca, però amb una prevalença d’espècies caracteritzades per adaptacions xerofítiques que els permeten superar la llarga estació eixuta, com ara la capacitat d’emmagatzemar les reserves d’aigua i practicar la fotosíntesi fins i tot en llargs períodes en què romanen sense fulles. Entre les espècies més característiques es troben el baobab Adansonia za i l'Adansonia grandidieri, que poden superar els 15 m d’alçada, i diverses espècies endèmiques de Pachyododium. La capa arbustiva està formada per espècies de les famílies Sapindaceae, Euphorbiaceae, Anacardiaceae i Burseraceae. Als cantons més meridionals de l'ecoregió, el bosc adopta característiques més similars a les del bosc espinós, amb presència d’espècies de la família Didiereaceae (Didierea madagascariensis) i arbusts xeròfils com l'Aloe vaombe (Xanthorrhoeaceae), Croton sp. (Euphorbiaceae) i Dioscorea sp. (Dioscoreaceae).

## Fauna

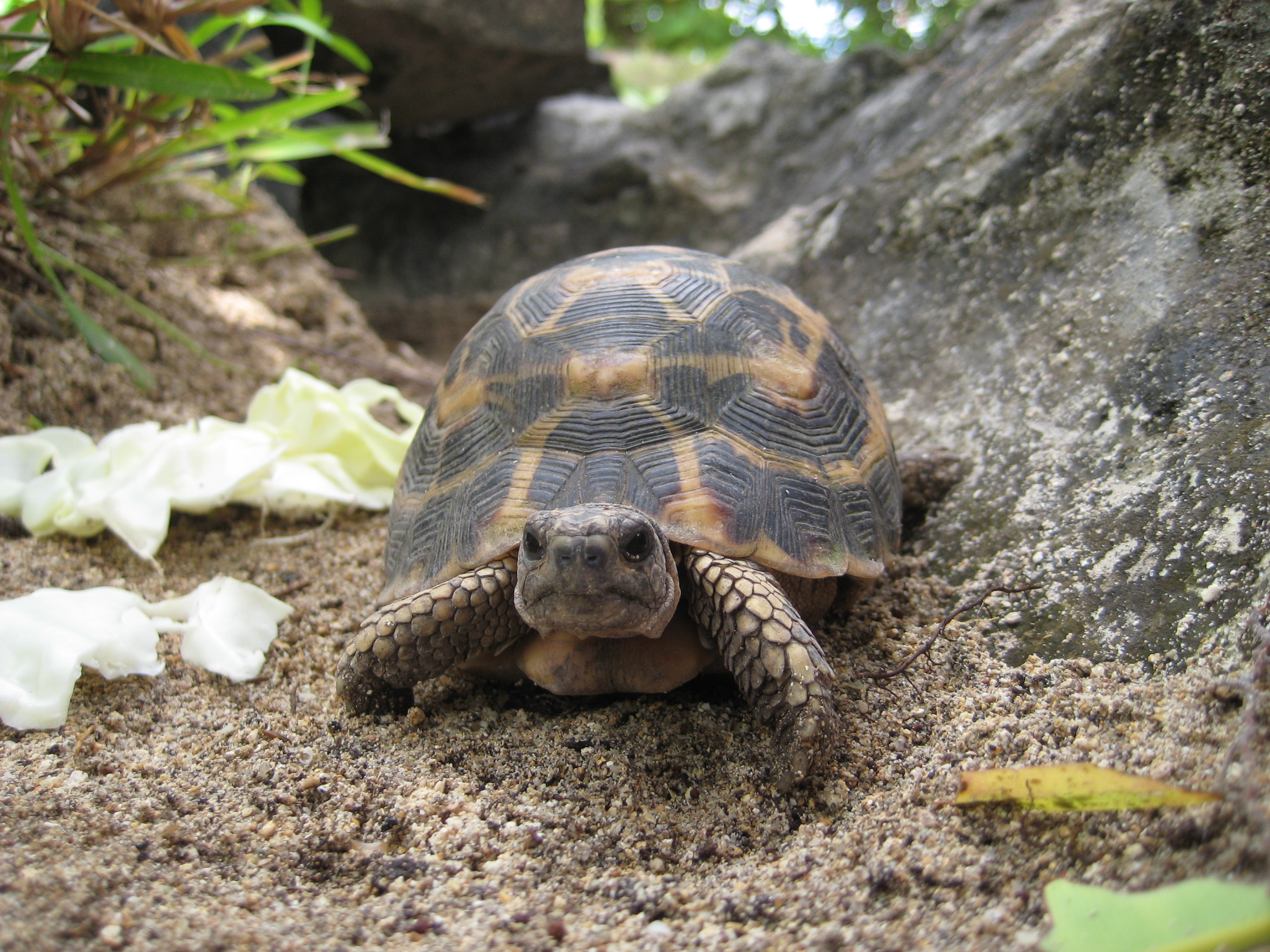
Tortuga endèmica en un Parc privat visitable pel públic.

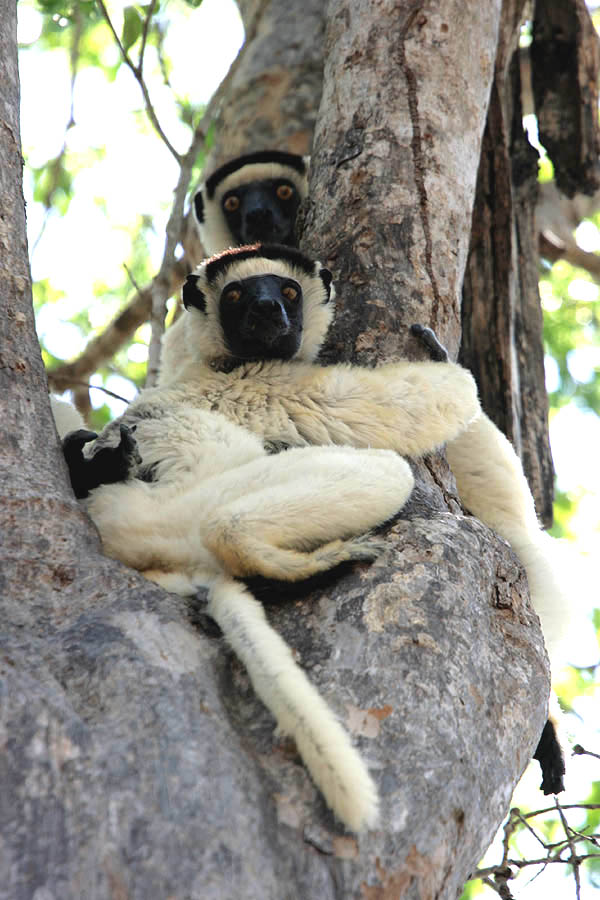
Sifaca de Verreaux. Parc Forestal de Kirindy.

Els boscos suculents representen l’hàbitat típic de 8 espècies de lèmurs diferents, dues de les quals, el lèmur forcat pàl·lid (Phaner pallescens) i el lèmur ratolí de Berthe (Microcebus berthae) són endemismes de l'ecoregió, mentre que d'altres, com el lèmur mostela de cua vermella (Lepilemur ruficaudatus), el lèmur nan de Coquerel (Mirza coquereli), el sifaca de Verreaux (Propithecus verreauxi) i el lèmur bru de front vermell (Eulemur rufus), també són freqüents en altres regions de Madagascar. Altres mamífers endèmics de l'ecoregió són la mangosta de bandes estretes Mungotictis decemlineata i la rata gegant Hypogeomys antimena; També hi ha dues espècies de tenrec: l'orellut (Geogale aurita) i l'espinós petit (Echinops telfairi), el rang dels quals s'estén més enllà de les fronteres de la regió. Entre les més de 80 espècies d'ocells presents, cal destacar el passeriforme Xanthomixis apperti i el mesitornis cellut (Mesitornis variegatus), ambdues endèmiques de l'ecoregió, i també el xarxet de Madagascar Anas bernieri, el corriol de Madagascar (Charadrius thoracicus), el gaig terrestre cuallarg (Uratelornis chimaera) i la coua de casquet rogenc (Coua ruficeps). L'ecoregió també és molt rica en herpetofauna que inclou les iguanes Oplurus cuvieri i Chalarodon madagascariensis, els dragons Phelsuma standingi i Paroedura vazimba, els camaleons Brookesia brygooi i Furcifer antimena, la serp Liophidium chabaudi, la tortuga Pyxis planicauda i les granotes Heterixalus luteostriatus i Dyscophus insularis.

## Conservació
Com altres regions de Madagascar, la major amenaça per als boscos d'aquesta regió està representada per l'artigatge per a la creació de noves terres per a l'agricultura.
Part de l'ecoregió de boscos suculents estan a l'interior d'àrees protegides, com ara el parc nacional Zombitse-Vohibasia, la reserva especial d'Andranomena i el parc nacional Kirindy-Mite.